# 康拉德·莱赫蒂迈基
康拉德·威廉·莱赫蒂迈基（芬蘭語：Konrad Vilhelm Lehtimäki，1883年1月18日—1937年5月25日）是芬兰作家、记者及国会议员。

## 文学创作
莱赫蒂迈基被认为是第一批无产阶级作家之一。他的代表作为具有和平主义的乌托邦小说《从地狱中起来》（Ylös helvetistä，1917年），讲述的是即将发生的世界大战和全世界性的革命。该小说曾被翻译成俄文，并由马克西姆·高尔基作序。但俄文译本受到重新审阅后，所有的印刷本都被销毁。该书是和平主义思想的反乌托邦、无产阶级的小说、及早期经典科幻小说。
莱赫蒂迈基另一部著名作品是恐怖短片小说集《关于深度》（Syvyydestä）。《战士》（Taistelija）是一本自传性的小说。除此之外，莱赫蒂迈基还进行剧本创作，例如《斯巴达》（Spartacus）和《遗产》（Perintö）。